# 랜선친구 아이오아이
《랜선친구 아이오아이》는 대한민국에서 방영된 텔레비전 프로그램이다.